# 王宮大虐殺事件

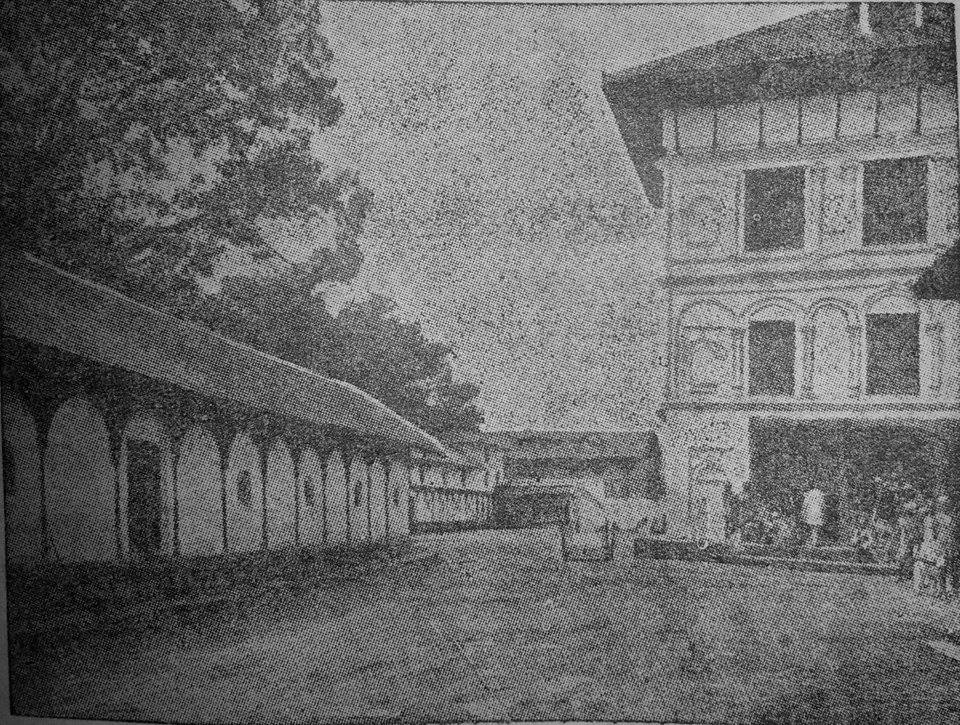
王宮大虐殺事件

王宮大虐殺事件（おうきゅうだいぎゃくさつじけん, 英語：Kot massacre）は、1846年9月14日夜にネパール王国の首都カトマンズ、ハヌマン・ドーカ宮殿の軍事会議場（コート）で発生した事件。

## 事件に至るまで
1845年、首相マートバル・シンハ・タパが殺害されたのち、ファッテ・ジャンガ・シャハが首相となり内閣を組んだ。この内閣にはガガン・シンハ・カワースが筆頭大臣として入閣したほか、アビマン・シンハ・ラナ、ダル・バンジャン・パンデが閣僚となった。
マートバル・シンハの暗殺を実行した功のあるジャンガ・バハドゥル・クンワルは内閣には入らなかったが、将軍として五番目の大臣となった。また、彼には3連隊が与えられた。王宮の各派閥は王妃ラージャ・ラクシュミー・デビー、ガガン・シンハに重用されていたジャンガ・バハドゥルを味方に引き入れようとしたが、彼はどの派閥にも与しなかった。
一方、王妃が寵愛したガガン・シンハはその取り立てによって全軍最高司令官にも任命され、7連隊が与えられていた。彼はファッテ・ジャンガ以上に権力を得ていたため、首相以下重臣らは快く思っていなかった。

## 事件の発生・大虐殺
1846年9月14日夜、ガガン・シンハが自邸で礼拝供養中に暗殺された。ガガン・シンハを暗殺したのは、ラール・ジャーという人物であった。
王妃は寵愛していたガガン・シンハの死を聞くと激昂し、アビマン・シンハに命じ、全重臣を王宮の軍事会議場（コート）に召集させた。緊急の召集であったので重臣らのほとんどは武器を持っておらず、わずかに持っていた者もジャンガ・バハドゥルの配下に取り上げられた。一方、ジャンガ・バハドゥルは自身の3連隊を連れてきており、軍事会議場を包囲した。アビマン・シンハもまた、自身の軍隊を連れてきていた。
全重臣が軍事会議場に集まったが、ファッテ・ジャンガとその関係者は来なかった。王妃がジャンガ・バハドゥルに誰が犯人か聞くと、彼はビール・キショール・パンデを示唆したため、王妃はアビマン・シンハにビール・キショールの殺害を命じたが、ラジェンドラ王の反対を理由に殺害されなかった。
王妃は犯人が特定できるまで全員を外に出さないと述べたため、ジャンガ・バハドゥルは次弟バム・バハドゥルを首相邸へ迎えに行かせ、王自身も首相が来なければ話が進まないと自ら迎えに行った。王はバム・バハドゥルとともに首相を軍事会議場に向かわせ、自身はイギリス公使館へ向かった。
首相がバムとともに到着すると、ジャンガはビール・キショール、加えてアビマン・シンハの殺害を首相に進言したが、首相は応じなかった。首相はアビマン・シンハのもとに向かった。王妃は首相のもとに向かい、ビール・キショールを自ら殺そうとしたが、首相らに止められた。
王妃はその場を立ち去ろうとすると、ファッテ・ジャンガ、ダル・バンジャン、アビマン・シンハがそのあとを追った。だが、そのとき何者かが弾丸を放ち、ファッテ・ジャンガ、ダル・バンジャンが死亡、アビマン・シンハが負傷した。アビマン・シンハは「ガガン・シンハの暗殺者はジャンガだ」と言いながら自身の軍隊に合流しようとしたため、ジャンガ・バハドゥルの四弟クリシュナ・バハドゥルによって斬殺された。
首相の息子カドガ・ビクラム・シャハは父やアビマン・シンハの死を知ると、「ジャンガが真犯人だ」と叫びはじめた。バム・バハドゥルとジャンガの四弟クリシュナ・バハドゥルが反論したが剣を振られ、不意を突かれたバムは額に、クリシュナは右手の親指を切られた。だが、剣の達人であるジャンガの七弟ディール・シャムシェルによって、カドガも殺害された。
ジャンガ・バハドゥルはその後、自分の軍隊を軍事会議場に入れ、王妃の命令を受けて、その場にいた重臣の大部分を殺害した。一方、イギリス公使館に向かった王は公使にあえず軍事会議場に向かったが、すでに流血事件が起きていることを知り、首相邸へ引き返した。この事件は7時間以内に終わった。

## 事件後
翌日朝、ジャンガ・バハドゥルは王妃に謁見し、首相兼全軍最高司令官に任命された。また、ジャンガは殺されて空席になった重臣の官位や軍の役職に弟、甥といった一族を任命した。
事件は早々に処理が行われた。王妃の命令で投獄されていたラール・ジャーをはじめ22人は、ジャンガ・バハドゥルによって国外追放された。また、この事件で殺害された者、逃亡した者の財産は没収され、その家族もまた国外に追放された。
事件後、王妃はジャンガ・バハドゥルに王太子スレンドラと弟のウペンドラを殺害し、自分の息子ラネンドラを王にするように取り計らうように命じたが、ジャンガは拒否した。そして、ジャンガは必要によっては王妃を国法によって罰すると述べたため、この裏切りに王妃は激怒し、その暗殺を企てた。これがバンダールカール事件につながっていった。